# Franziska Petri

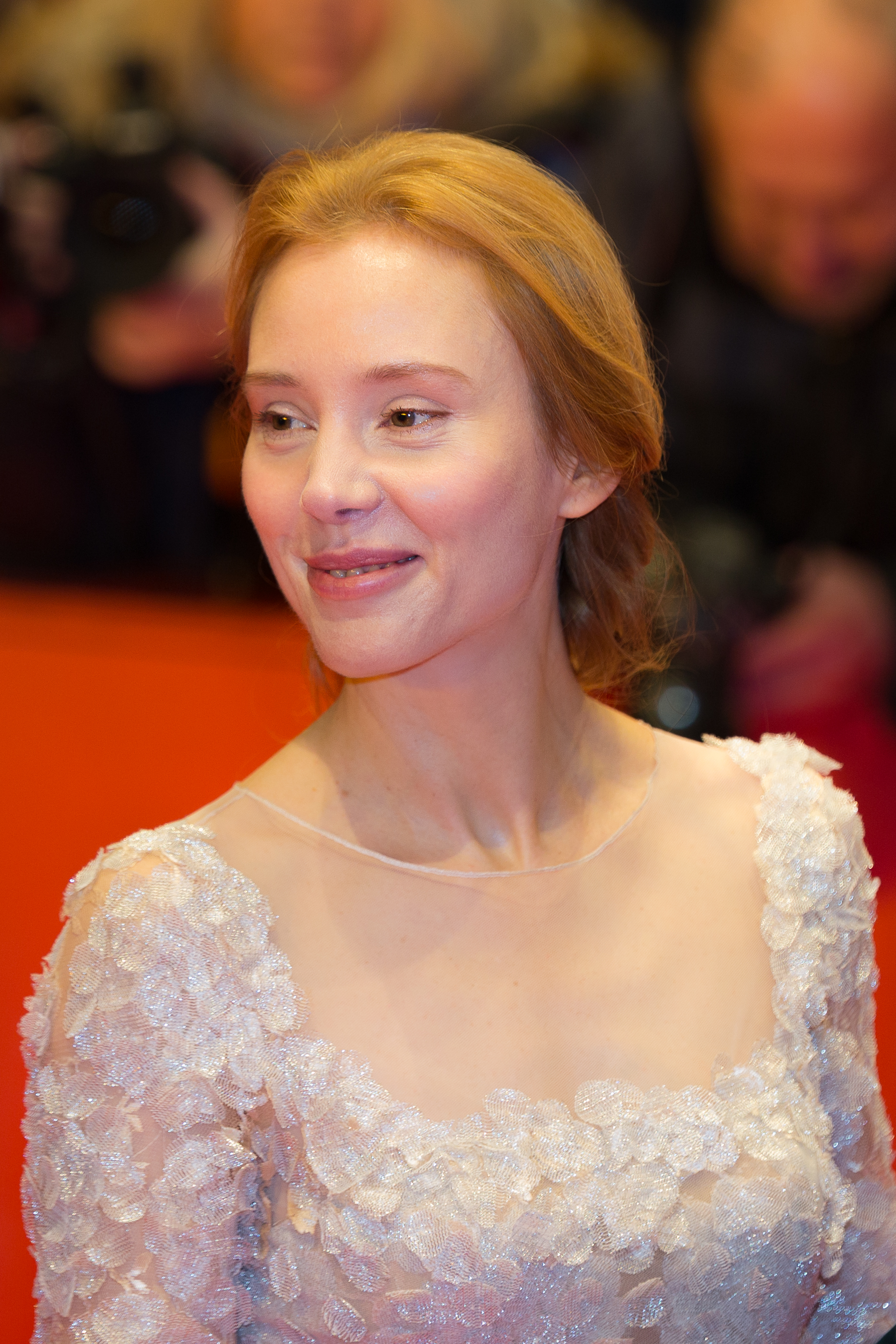
Franziska Petri auf der Berlinale 2017

Franziska Petri (* 17. August 1973 in Leipzig) ist eine deutsche Schauspielerin.

## Leben
Franziska Petri besuchte nach Ballett- und Gesangsausbildung im Kindesalter und Mitwirkung als Sängerin in mehreren Bands von 1991 bis 1995 die Hochschule für Schauspielkunst „Ernst Busch“ Berlin. Außerdem ist sie gelernte Putzmacherin. Während des Schauspielstudiums spielte sie am Schillertheater. Ihre erste Fernsehrolle war 1993 ein Gastauftritt in der Serie Wolffs Revier. Nach einigen weiteren Fernsehrollen spielte sie 1998 in Das Mambospiel ihre erste Kinorolle.
Im Kino spielte sie 2000 die Hauptrolle in Vanessa Jopps Kinofilm Vergiss Amerika. Es folgten weitere Hauptrollen, so 2001 in Joseph Vilsmaiers Film Leo und Claire, 2006 neben Hanna Schygulla in dem ARD-Fernsehfilm Das unreine Mal oder in den Filmen Der Tag, an dem ich meinen toten Mann traf, Schattenwelt und Für Miriam. Für ihre Hauptrolle im russischen Spielfilm Izmena wurde Petri 2012 beim Filmfestival von Abu Dhabi als beste Schauspielerin ausgezeichnet.
Franziska Petri wohnt in Berlin und war von 1995 bis 2005 mit dem Schauspieler Uwe Kockisch liiert. 2010 bekam sie eine Tochter.

## Filmografie (Auswahl)
- 1994: Feuer und Flamme (Fernsehserie; Regie: Marion Sarraut)
- 1995: Operation Medusa (Fernsehfilm; Regie: Thorsten Näter)
- 1998: Das Mambospiel (Regie: Michael Gwisdek)
- 1998: Annas Fluch – Tödliche Gedanken (Fernsehfilm; Regie: Uwe Janson)
- 1998: Alarm für Cobra 11 – Die Autobahnpolizei: Leichenwagen (Fernsehserie)
- 1999: Sabotage (Kurzfilm; Regie: Andi Niessner)
- 2000: Vergiss Amerika (Regie: Vanessa Jopp)
- 2000: Die schönste Sache der Welt: Die Nachtschwester (Regie: Bernd Heiber)
- 2001: Leo und Claire (Regie: Joseph Vilsmaier)
- 2003: Tage des Sturms (Fernsehfilm; Regie: Thomas Freundner)
- 2004: Vernunft & Gefühl (Fernsehfilm; Regie: Dagmar Damek)
- 2004: Das Konto (Fernsehfilm; Regie: Markus Imboden)
- 2004: Donna Leon – Sanft entschlafen
- 2004: Tatort – Todes-Bande (Fernsehreihe; Regie: Thomas Bohn)
- 2005: Max und Moritz Reloaded (Regie: Thomas Frydetzki)
- 2005: Wen die Liebe trifft (Fernsehfilm; Regie: Dagmar Damek)
- 2006: Das unreine Mal (Fernsehfilm; Regie: Thomas Freundner)
- 2007: Der Kronzeuge (Fernsehfilm; Regie: Johannes Grieser)
- 2007: Das Herz ist ein dunkler Wald (Regie: Nicolette Krebitz)
- 2008: Der Tag, an dem ich meinen toten Mann traf (Regie: Matthias Luthardt)
- 2009: Schattenwelt (Regie: Connie Walther)
- 2009: Für Miriam (Regie: Lars-Gunnar Lotz)
- 2011: Ein starkes Team: Gnadenlos (Fernsehserie; Regie: Peter Fratzscher)
- 2012: Izmena (Regie: Kirill Serebrennikow)
- 2013: SOKO Stuttgart – Amnesie (Fernsehserie)
- 2014: Tatort – Der Maulwurf (Fernsehreihe)
- 2014: Der Kriminalist – Checker Kreuzkölln (Fernsehserie)
- 2015: Platonow (Regie: Andreas Morell)
- 2016: Marie Brand und die Spur der Angst (Fernsehserie)
- 2016: Dolores (Regie: Michael Rösel)
- 2016: Landkrimi – Sommernachtsmord
- 2016: Der Duellist – Aleksandra Iosifovna (Regie: Aleksey Mizgirev)
- 2018: Der Alte – Das perfekte Glück
- 2018: Wolfsland: Irrlichter
- 2019: Off Season
- 2019: Letzte Spur Berlin (Fernsehserie, Folge 8x05)

## Hörspiele
- 2001: Kathrin Röggla: das firmenwir – Regie: test bed (Hörspiel – Deutschlandfunk)
- 2006: Philippe Bruehl: Toulouse Confidential – Regie: Philippe Bruehl (Hörspiel – SWR)
- 2010: Pierre-Jean Bouyer: Geschäfte und Gefühle – Regie: Christoph Pragua (Hörspiel – WDR)
- 2014: Tom Peukert Autsystem (Franziska Günter) – Regie: Nikolai von Koslowski (Radio-Tatort – RBB)